# So Long, Marianne
So Long, Marianne ist ein Folksong des kanadischen Singer-Songwriters Leonard Cohen. Er erschien 1967 auf seinem Debütalbum Songs of Leonard Cohen.  Pitchfork Media führt das Stück auf Platz 190 in der Liste der Top Songs of the 1960s.

## Interpretation
Marianne und das Ich des Liedes sind in einer Beziehung, die beim Ich ein vordem unsteteres Leben abgelöst hat. Nun steht die Beziehung in Frage und es ist nicht klar, wie die Zukunft aussieht. Das Ich deutet an, dass es sich die beiden in der Beziehung zu gemütlich gemacht haben und sich nicht mehr dem Leben und seinen Herausforderungen gestellt haben, was in der Zeile: »It’s time to laugh and cry« zum Ausdruck kommt. Die Aufforderung lautet, aus der Beziehung wieder hinaus in ein Leben zu treten, in dem große Gefühle existieren.

## Entstehungshintergrund
Cohen dürfte bei der im Titel angesprochenen Marianne an seine Freundin Marianne Ihlen gedacht haben, mit der er zur Zeit der Entstehung des Liedes auf der griechischen Insel Hydra zusammenlebte. Während der Beziehung soll Cohen das Lied noch mit dem Refrain »Come on, Marianne« gesungen haben. Damals war es als Aufforderung zur Veränderung gemeint.

## Coverversionen
Zahlreiche Musiker nahmen eine Coverversion von So Long, Marianne auf, darunter John Cale mit Suzanne Vega sowie James. Leonard Cohens Sohn Adam führt das Lied ebenfalls in seinem Liverepertoire. Auch Courtney Barnett sang den Song live im Rahmen ihres MTV-Unplugged-Konzerts von 2019.